# Castrillo de la Guareña
Castrillo de la Guareña è un comune spagnolo di 158 abitanti situato nella comunità autonoma di Castiglia e León.